# Schloss Breitenbrunn

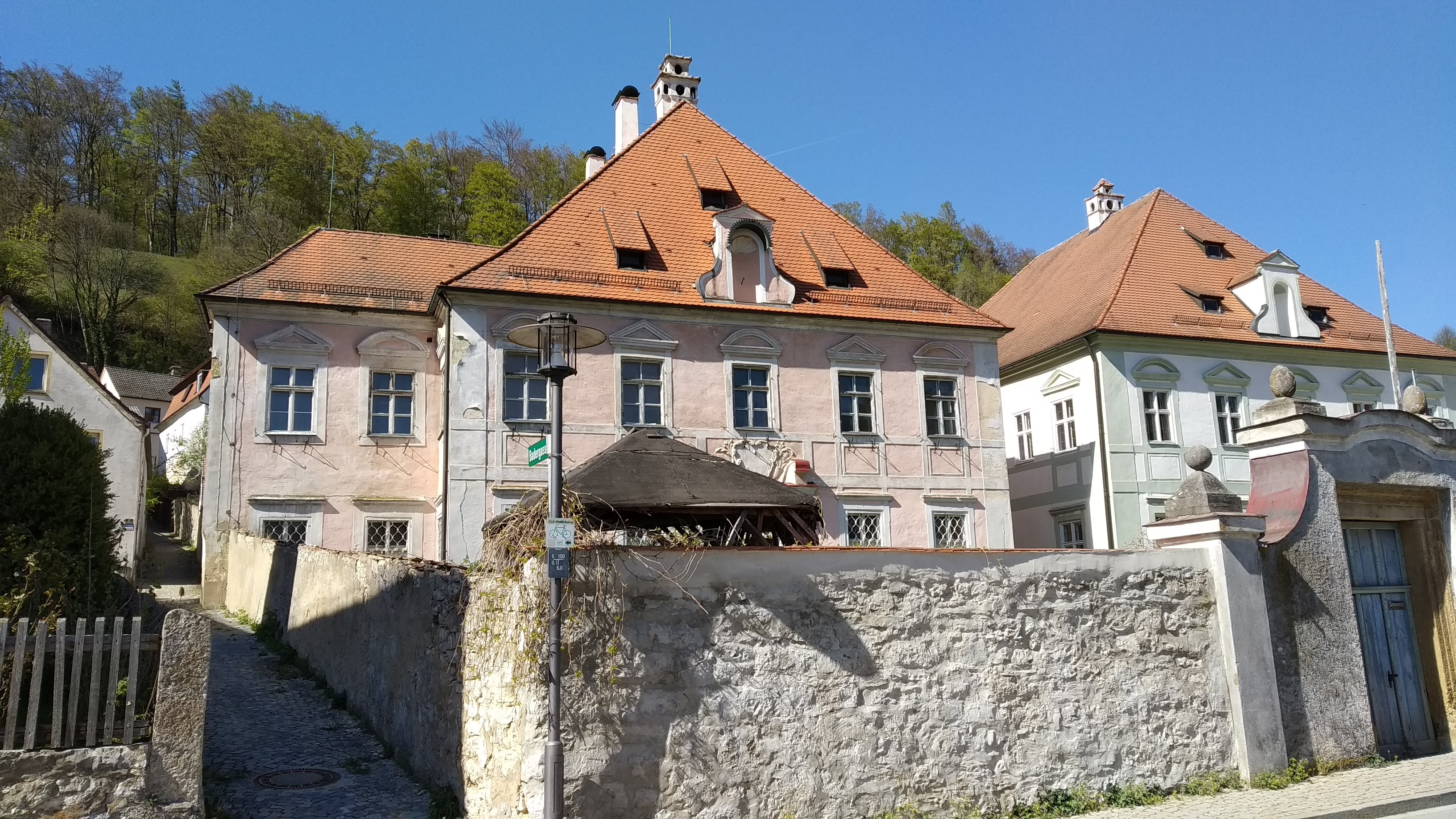
Gumppenberg-Schloss (links) und Tilly-Schloss (rechts)

Das Schloss Breitenbrunn (auch als Gumppenberg-Schloss bezeichnet) befindet sich in dem oberpfälzischen Markt Breitenbrunn (Oberpfalz) im Landkreis Neumarkt in der Oberpfalz (Von-Tilly-Straße 5). Die Anlage ist unter der Aktennummer D-3-73-115-26 als denkmalgeschütztes Baudenkmal von Breitenbrunn verzeichnet. Ebenso wird sie als Bodendenkmal unter der Aktennummer D-3-6935-0190 im Bayernatlas mit „archäologische Befunde im Bereich des frühneuzeitlichen Schlosses von Breitenbrunn“ erwähnt.

## Baulichkeit
Das Schloss ist ein zweigeschossiger Walmdachbau mit einem kurzen Seitenflügel. Es besitzt eine achsensymmetrische Fassadengliederung, ein Schmuckportal sowie einen Zwerchgiebel mit einer Figurennische. Es ist der Pendant-Bau zum Tilly-Schloss in der Von-Tilly-Straße 7. Das Gebäude wurde 1988/89 umgebaut und instand gesetzt. Erwähnenswert ist die Schlossgartenmauer mit einem gegliederten Pfeilerportal aus der Mitte des 18. Jahrhunderts.

## Geschichte
Das Gebäude wurde 1746 für Ignatz Joseph von Gumppenberg erbaut. Dieser hatte 1744 die immediate Reichsgrafschaft Breitenegg geerbt. Nach seinem Tod († 1750) folgte auf ihn Maximilian Joseph Johann Franz Xaver Franz von Paula Freiherr von Gumppenberg. Am 7. März 1792 verkaufte dieser die freie und unmittelbare Reichsgrafschaft Breitenegg an Kurfürst Karl Theodor, der Markt Breitenbrunn wurde somit kurbayerisch. Am 17. August 1804 wurde das kurfürstliche Schloss mit allen Nebengebäuden an Georg Andreas Kästl, Bierbrauer zu Breitenbrunn, verkauft. Seitdem ist es in Privatbesitz.

## Verwechslung mit dem Tilly-Schloss
Im Jahr 2010 wurde durch den Heimatkundler Kurt Martens festgestellt, dass das Gumppenberg-Schloss und das zuvor erbaute Tilly-Schloss verwechselt wurden. Maria Anna, Gräfin von Montfort, hatte, einem Buch über die Burgen und Schlösser im Landkreis Neumarkt in der Oberpfalz zufolge, für das Pflegamt einen Ostflügel an das bestehende Schloss anbauen lassen. Da nur das östliche der zwei Schlösser einen Ostflügel hat, muss auch das östliche gemeint sein. Über Jahrzehnte gaben das weltweite Datennetz und die Schilder an den Schlössern inkorrekte bzw. vertauschte Angaben aus. Auf alleburgen.de beispielsweise ist das (Stand 2023) immer noch nicht geschehen.